# Sadomona – Insel der teuflischen Frauen
Sadomona – Insel der teuflischen Frauen (Originaltitel: Policewomen) ist ein US-amerikanischer Agenten-Martial-Arts-Film aus dem Jahr 1974 von Lee Frost, der gemeinsam mit Wes Bishop für das Drehbuch zuständig war. Bishop fungierte außerdem gemeinsam mit Marilyn J. Tenser als Produzent.

## Handlung
Auf der eigentlich idyllischen Insel Catalina hat sich seit wenigen Monaten eine Gruppierung aus kriminellen Frauen etabliert. Sie bekennen sich zu den unterschiedlichsten Verbrechen und die örtliche Polizei scheint vollkommen machtlos zu sein. In letzter Zeit häufen sich der Drogenschmuggel und Golddiebstahl. Ihr jüngstes Verbrechen ist ein organisierter Ausbruch aus einer Justizvollzugsanstalt. Lacy Bond, die während des Ausbruchs Dienst hat, gelingt es, mehrere ausbrechende Inhaftierte wieder dingfest zu machen. Dadurch schafft sie es in den Fokus von Frank Mitchell und Inspektor Martell, die sie als Undercoveragentin in die kriminelle Gruppe integrieren wollen. Pete Peterson hat im Gegensatz zu seinen Kollegen Zweifel, was Bond anbelangt. Nachdem Bond Schuss- und Fahrübungen mit Bravour besteht sowie ein Karateduell für sich entscheidet, qualifiziert sie sich für den Auftrag. Als Gadgets erhält sie einen Schminkspiegel, der als Funksprechanlage genutzt werden kann, und ein Feuerzeug, mit dessen Hilfe sie umgehend die Polizei alarmieren und sie geortet werden kann.
Gemeinsam mit Mitchell und Peterson fahren sie zum Anwesen der gut 70-jährigen Frau Maude, die sie für den Kopf der Bande halten, und beschatten es. Eine Frau in einem Auto, die sich dem Gebäude nähert, macht kehrt, als sie die Drei entdeckt. Bond nimmt die Verfolgung in, dessen Verlauf die Frau die Kontrolle über den Wagen verliert und von einer Klippe in den Tod stürzt. Bond wird verantwortlich dafür gemacht, aufgrund ihres Eingreifens die Observation auffliegen lassen hat. Im zerstörten Auto wird Heroin sichergestellt. Währenddessen wird Pam, eine der wenigen, die erfolgreich aus dem Gefängnis ausbrechen konnte, Maude vorgestellt. Nachdem sie sich im Kampf beweist, wird sie in die Gruppe aufgenommen. Doc, Maudes deutlich jüngerer und trainierter Freund, berichtet ihr vom Unfalltod ihrer Mitstreiterin. Maude stellt klar, dass Doc für die anderen Frauen tabu ist.
Derweil begutachten Bond, Mitchell und Peterson die Überwachungskameras. Sie kommen zum Entschluss, dass Bond und Mitchell ein Liebespaar darstellen sollten, um nicht aufzufallen. Tatsächlich kommen die beiden sich näher, was schließlich in einem Techtelmechtel gipfelt. Am nächsten Tag beim Sonnen fällt Mitchell eine Frau auf, die mit vier weiteren Frauen ein Schiff besteigt. Er offenbart, dass er der Frau bei einem Einsatz mal gegenüber stand. Sie nehmen die Verfolgung mit einem kleinen Boot auf, allerdings erkennt auch die Frau Mitchell wieder und versucht daher das Boot zu rammen und zu versinken. Daher springt Mitchell auf das Schiff und versucht, die fünf Frauen zu besiegen, scheitert aber. Erst Bond schafft es, die Frauen zu überwältigen. Da nun Maudes Mitstreiterinnen verloren hat, wittert Bond nun die Chance, sich in die Gruppe zu schleichen. Da die Frauen verhaftet wurden, wird Maude nervös und fährt in ein unbekanntes Haus, wovon sie weitere Befehle erteilt. Aufgrund eines Ablenkungsmanöver – es fuhren gleichzeitig mehrere Autos in verschiedene Richtungen – konnte die Polizei keine Verfolgung veranlassen. Später stellt sich heraus, dass es das Haus des Schiffbesitzers ist.
Als Bond dort auftaucht, wird sie von Doc verhört und übel zugerichtet. Erst die auftauchende Pam kann beteuern, dass Bond mal eine Drogendealerin war und sie zusammen saßen. Daher wird sie in die Gruppe integriert. Gemeinsam mit Janette gehen die Frauen gemeinsam essen. Dabei realisiert diese, dass sowohl Bond als auch Pam, die in der Tat vom FBI ist, von der Polizei sind. Sie will Maude warnen, gerät in einen Kampf mit Pam und stürzt von einer Klippe. Pam offenbart sich Bond. Am nächsten Tag startet die Operation. Ein mexikanisches U-Boot schießt Gold in einem Torpedo ab, den Doc schließlich einsammelt. Aufgrund des Feuerzeugs, den Bond trägt und benutzt, um die örtliche Polizei an den Ort zu lotsen, fliegt die Tarnung der beiden auf und sie werden in einen Lkw verschleppt. Auf der Ladefläche kommt es zum finalen Kampf zwischen Bond, Pam, Doc und Maude, den die beiden Frauen für sich entscheiden. Als die Polizei eintrifft, fährt Bond mit Mitchell in einem Streifenwagen davon.

## Produktion und Veröffentlichung
Die Dreharbeiten fanden um den 5. November 1973 statt. Gedreht wurde hauptsächlich in der Stadt Avalon auf der Insel Santa Catalina Island. Weitere Szenen wurden in Los Angeles realisiert, speziell die der Szenen auf dem Polizeirevier sowie im Bronson Canyon, ein Teil des Griffith Parkes in Los Angeles.
Als Hauptdarsteller fungieren Sondra Currie, Tony Young, Phil Hoover und Elizabeth Stuart, die in ihrer Rolle als Maude Anderson in ihrer bisher einzigen Rolle zu sehen war.
Der Film erschien am 8. Februar 1974 in den USA. Seine Premiere in Westdeutschland feierte der Film am 15. Oktober 1976. Aufgrund der im Film gezeigten Brutalität und Sexualität gab es in den USA das R-Rating, im Vereinigten Königreich erhielt die ungeschnittene Filmfassung das X-Rating, in Schweden wurde der Film indiziert. Die in Deutschland erschienene Filmfassung war deutlich gekürzt und erhielt eine FSK 18-Freigabe. Dennoch befand sich der Film von 1983 bis 2008 auf dem Index. Am 4. September 2020 veröffentlichte Maritim Pictures & Cargo Records eine ungeschnittene Fassung des Films.

## Hintergrund
Obwohl in der Geschichte keine gewöhnliche Polizistin vorkommt – Bond ist Justizvollzugsbeamtin und Pam gehört zum FBI –, wurde der Titel des Films pluralisiert und zu einem Wort zusammengefasst, da der Titel Police Woman (in Deutschland als Make-up und Pistolen erschienen) bereits von einer NBC-Fernsehserie verwendet wurde, deren Pilotprojekt einen Monat nach der Veröffentlichung dieses Films uraufgeführt werden sollte.
Der Film gehört zu einer Reihe von Spielfilmen, die den Regisseur Quentin Tarantino geprägt haben. Er stellt in mehreren seiner Filme Bezüge zum Film dar: In Pulp Fiction wurde der Vorspann genauso gedreht wie in Sadomona – Insel der teuflischen Frauen. In Kill Bill – Volume 1 heißt eine der Protagonistinnen Jeannie Bell, eine klare Anspielung auf die Schauspielerin Jeannie Bell, die die Rolle der Pam darstellte.
Der Name der Protagonistin Lacy Bond, die eine Art Agentenrolle einnimmt, kann als Verbindung zum fiktiven MI6-Agenten James Bond gesehen werden.

## Rezeption
„Schlägerfilm voller Sadismen, in dem die Hauptakteure Frauen sind; eine perfide Spekulation mit rassistischen Tönen. – Wir raten ab.“

Auf Rotten Tomatoes gibt es für diesen Film im Tomatometer keinerlei Kritiken, weshalb eine Bewertung entfällt. Im Audience Score, als der Publikumswertung, hat der Film bei über 100 Bewertungen eine schlechte Wertung von 15 %. In der Internet Movie Database hat der Film bei über 400 Stimmenabgaben eine Wertung von 5,7 von 10,0 möglichen Sternen.
Tele 5 strahlte den Film am 26. November 2021 in seiner Reihe Die schlechtesten Filme aller Zeiten aus.